# Phoma pinodella
Phoma pinodella är en lavart som först beskrevs av L.K. Jones, och fick sitt nu gällande namn av Morgan-Jones & K.B. Burch 1987. Phoma pinodella ingår i släktet Phoma, ordningen Pleosporales, klassen Dothideomycetes, divisionen sporsäcksvampar och riket svampar.   Inga underarter finns listade i Catalogue of Life.